# Айвалі (Алабама)
Айвалі (англ. Ivalee) — переписна місцевість (CDP) в США, в окрузі Етова штату Алабама. Населення — 946 осіб (2020).

## Географія
Айвалі розташоване за координатами 34°2′14″ пн. ш. 86°8′50″ зх. д. / 34.03722° пн. ш. 86.14722° зх. д. (34.037200, -86.147175).  За даними Бюро перепису населення США в 2010 році переписна місцевість мала площу 19,30 км², уся площа — суходіл.

## Демографія
Згідно з переписом 2010 року, у переписній місцевості мешкало 879 осіб у 360 домогосподарствах у складі 260 родин. Густота населення становила 46 осіб/км².  Було 423 помешкання (22/км²).
Расовий склад населення:
| - 96,1 % — білих - 1,6 % — чорних або афроамериканців - 0,5 % — корінних американців - 1,0 % — осіб інших рас |

До двох чи більше рас належало 0,8 %. Частка іспаномовних становила 1,4 % від усіх жителів.
За віковим діапазоном населення розподілялося таким чином: 22,2 % — особи молодші 18 років, 60,7 % — особи у віці 18—64 років, 17,1 % — особи у віці 65 років та старші. Медіана віку мешканця становила 41,0 року. На 100 осіб жіночої статі у переписній місцевості припадало 96,6 чоловіків;  на 100 жінок у віці від 18 років та старших — 90,5 чоловіків також старших 18 років.
Середній дохід на одне домашнє господарство  становив 53 306 доларів США (медіана — 50 737), а середній дохід на одну сім'ю — 62 592 долари (медіана — 55 938). 
Цивільне працевлаштоване населення становило 311 осіб. Основні галузі зайнятості: освіта, охорона здоров'я та соціальна допомога — 21,2 %, виробництво — 18,0 %, мистецтво, розваги та відпочинок — 9,3 %, будівництво — 9,3 %.